# Vera Cruz (film)
Vera Cruz är en amerikansk westernfilm från 1954 i regi av Robert Aldrich. Huvudrollerna spelas av Gary Cooper och Burt Lancaster.

## Rollista (urval)
- Gary Cooper som Ben Trane
- Burt Lancaster som Joe Erin
- Denise Darcel som Countess Marie Duvarre
- Cesar Romero som Marquis Henri de Labordere
- Sara Montiel som Nina (omskriven som Sarita Montiel)
- George Macready som Maximilian I av Mexiko